# Biserica de lemn din Boroaia
Biserica de lemn „Adormirea Maicii Domnului” din Boroaia este un lăcaș de cult ortodox construit în anul 1808 în satul Boroaia din comuna omonimă aflată în județul Suceava. Edificiul religios se află localizat în cimitirul satului și are două hramuri: Adormirea Maicii Domnului, sărbătorit la data de 15 august, și Sfinții Apostoli Petru și Pavel, sărbătorit la data de 29 iunie.
Biserica de lemn din Boroaia a fost inclusă pe Lista monumentelor istorice din județul Suceava din anul 2015 la numărul 208, având codul de clasificare cod LMI SV-II-m-B-05499.

## Istoricul localității
Satul Boroaia (numit și Doroșcani) se află în sud-estul județului Suceava, la limita cu județul Neamț, într-o zonă de șes de pe valea râului Moldova. Teritoriul actual al localității se afla în stăpânirea mănăstirilor Râșca și Neamț, actualul sat fiind împărțit în două părți: Boroaia Neamțului și Boroaia Râștii.
Deoarece în catastiful sămilor tuturor mănăstirilor din țară din 1742 satul nu apare, el figurând de abia în cartografia rusească din 1774, se poate deduce că satul Boroaia a fost fondat în perioada 1742-1774 de către locuitori refugiați din Transilvania care au lucrat ca panțâri în slujba isprăvniciei. Transilvănenii s-au stabilit pe moșiile mănăstirești de aici cu învoiala stareților, probabil după răscoala grănicerilor din Năsăud din 1762. Ei au avut o căpetenie cu numele de Bour (sau Bora, după alte surse), după moartea căruia a rămas ca birnică soția sa, Bouroaia (femininul lui Bour). De la ea și-a luat numele satul Boroaia. Numărul refugiaților din Transilvania a crescut ca urmare a emigrărilor masive de după Răscoala lui Horia, Cloșca și Crișan (1784).

## Istoricul bisericii
Prima biserică a fost construită la sfârșitul secolului al XVIII-lea de către nemțeni, adică de gospodarii de pe moșia Mănăstirii Neamț. Vechea biserică se găsea lângă actuala biserică din satul Bărăști, unde se mai găsesc urmele sfântului altar. Aceasta a devenit cu timpul neîncăpătoare, iar preotul Petru a început construirea unei noi biserici de lemn, fiind ajutat și de locuitorii satului. Construirea noului lăcaș de cult, cu hramul Sfinților Apostoli Petru și Pavel, a fost finalizată în anul 1808, biserica fiind sfințită la 15 august 1808 (de ziua hramului).
Pe spatele pomelnicului de lemn al bisericii se află pictată următoarea inscripție: „Pomelnicul preotului Ioan și al tatălui său preotul Petru care au fost întâi ctitor și singur stoler la facerea bisericii din Boroaia, durată din nou la anul 1808 august în 15, care atunci s-au și sfințit”. Din această inscripție, istoricul de artă Nicolae Stoicescu a dedus că preoții Petru și Ioan ar fi ctitorii bisericii, în timp ce Gh. Bratiloveanu și Mihai Spânu au susținut că preotul Petru ar fi singurul ctitor.
Altarul bisericii a fost pictat în 1808 de Chiril Zugravul, în tehnica tempera, chiar pe bârnele de lemn. Pe peretele despărțitor dintre naos și pronaos se află o icoană a Maicii Domnului, pe care s-a descifrat următoarea inscripție: „Această sfântă icoană s-a pictat de mine pictorul Chiril spre pomenirea veșnică, la anul 1807”.
Lăcașul de cult a suferit mai multe lucrări de reparații în decursul timpului. O primă reparație s-a efectuat în anul 1864. Cu timpul, starea bisericii a început să se deterioreze, după cum remarca cineva în anul 1909. Biserica a suferit o reparație radicală în anul 1925, când i s-a refăcut acoperișul din draniță. În anul 1927 a fost vopsită în interior, păstrându-se intactă pictura altarului.
Biserica a fost reparată în anul 1957 de către Comisia Monumentelor Istorice. Cu acel prilej, pereții din bârne ai bisericii au fost placați cu scânduri vopsite cu albastru.
Între anii 1969-1970, preotul Ioan Argatu (viitorul arhimandrit Ilarion Argatu) a construit o biserică de zid la Boroaia, cu hramul Sfinții Părinți. Noul lăcaș de cult a fost sfințit la 21 mai 1977 de către episcopul-vicar Adrian Botoșăneanul. Bisericuța de lemn a devenit biserică de cimitir.
Cronica Parohiei Boroaia-Vale menționează următorii preoți slujitori ai acestui lăcaș de cult: Petru (ctitorul), Ioan, diaconul Ioniță Mateianu, Costache Ionescu, Th. Ionescu, Ștefan Rafael, Mihai Beraru, Ioan Eșanu, Ștefan Grosu, Alexandru Bardieru, Mircea Diaconescu, Ioan Argatu (viitorul arhimandrit Ilarion Argatu), Alexandru Argatu, Florin Meștereanu etc.

## Arhitectura bisericii
Biserica de lemn din Boroaia este construită în plan triconc, având abside poligonale și pridvor pe latura de sud. Pereții exteriori ai bisericii au fost placați cu scânduri. Biserica are un acoperiș înalt, cu o învelitoare din șindrilă bătută în „solzi”. Ulterior au fost adăugate trei turle care nu se încadrează în repertoriul arhitecturii tradiționale: una deasupra naosului, una deasupra pronaosului și o alta deasupra pridvorului (cu rol și de clopotniță).
În interior, biserica are patru încăperi: pridvor, pronaos, naos și altar. Intrarea se face printr-o ușă din lemn de brad aflată pe partea sudică a bisericii. Ușa are două canaturi și dimensiunile de 1.90 x 1.09 metri.
Pridvorul are lungimea de 2.60 metri, lățimea de 2 metri și înălțimea de 2.70 metri. Are podeaua și plafonul din scânduri și este luminat printr-o fereastră dreptunghiulară simplă, cu gratii de fier. Din pridvor, se urcă printr-o scară în cafas, printr-o ușă. Din cafas se urcă în clopotnița octogonală aflată în una dintre cele trei turle ale bisericii. În clopotniță se află patru clopote, unul dintre ele având inscripționat pe el anul 1806.
În pronaos se intră printr-o ușă de lemn de brad. Pronaosul are partea vestică de formă poligonală, fiind luminat printr-o fereastră simplă. El are o boltă octogonală cu laturile inegale. Între pronaos și naos se află un perete din grinzi, având o deschidere centrală dreptunghiulară, încheiată la partea superioară cu un arc format din curbe și contracurbe.
Tavanul naosului are înspre est o boltă octogonală, cu laturile egale, iar înspre vest un tavan drept, lat de 2 metri, realizat din bârne cioplite și rezemat pe pereții longitudinali ai bisericii. Pe pereții laterali ai naosului se află două ferestre.
Între catapeteasmă și absida altarului se află două decroșuri simetrice pe laturile de nord și de sud, unde sunt dispuse proscomidiarul și diaconiconul. Bolta altarului este octogonală, cu laturile inegale. Absida altarului are o formă semipoligonală, cu dimensiunile de 4.70 metri x 4.80 metri. Altarul este luminat printr-o fereastră, aflată în partea de est și având dimensiunile de 1.10 metri x 0.80 metri.
Pictura altarului bisericii a fost realizată în anul 1808 de către Kiril Zugravul, în tehnica tempera, chiar pe bârnele de lemn, iar bolțile sunt zugrăvite în culori simple.

## Obiecte de patrimoniu
Biserica are în patrimoniul său patru evanghelii, trei icoane de valoare artistică, precum și două epitafuri mai vechi fără an și fără numele donatorului sau al pictorului.

## Imagini

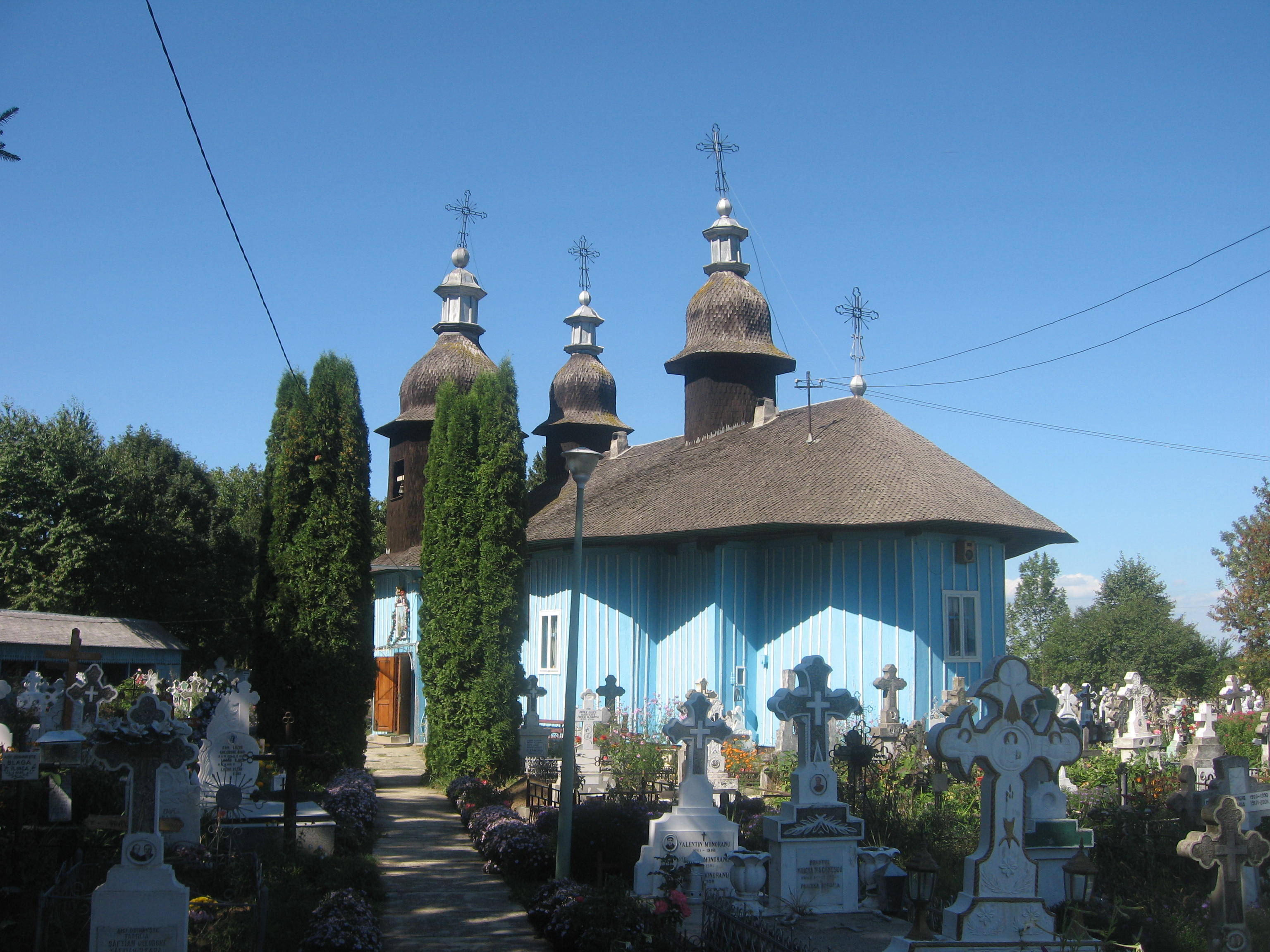
Biserica pe latura sud-estică
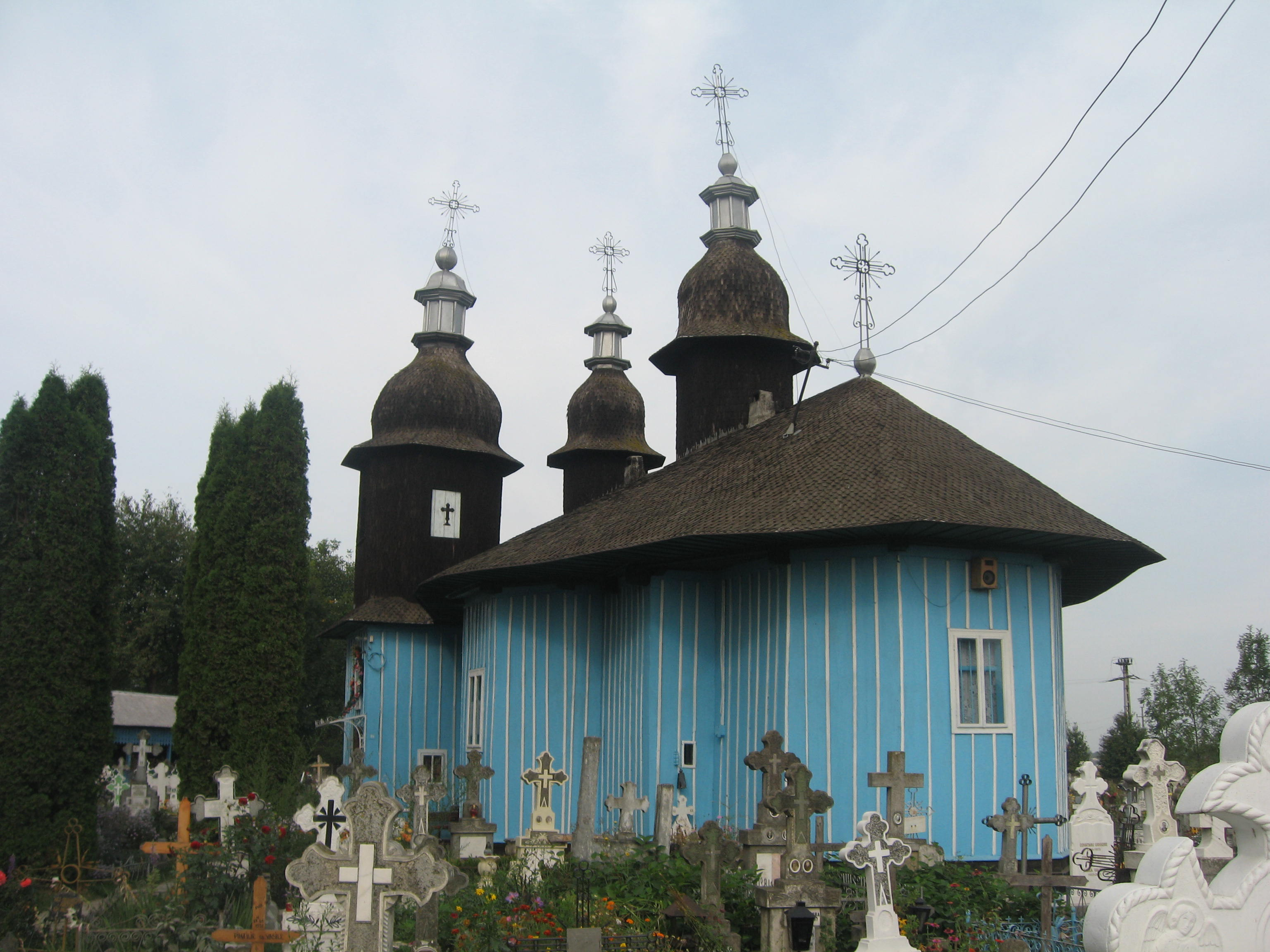
Biserica pe latura sud-estică
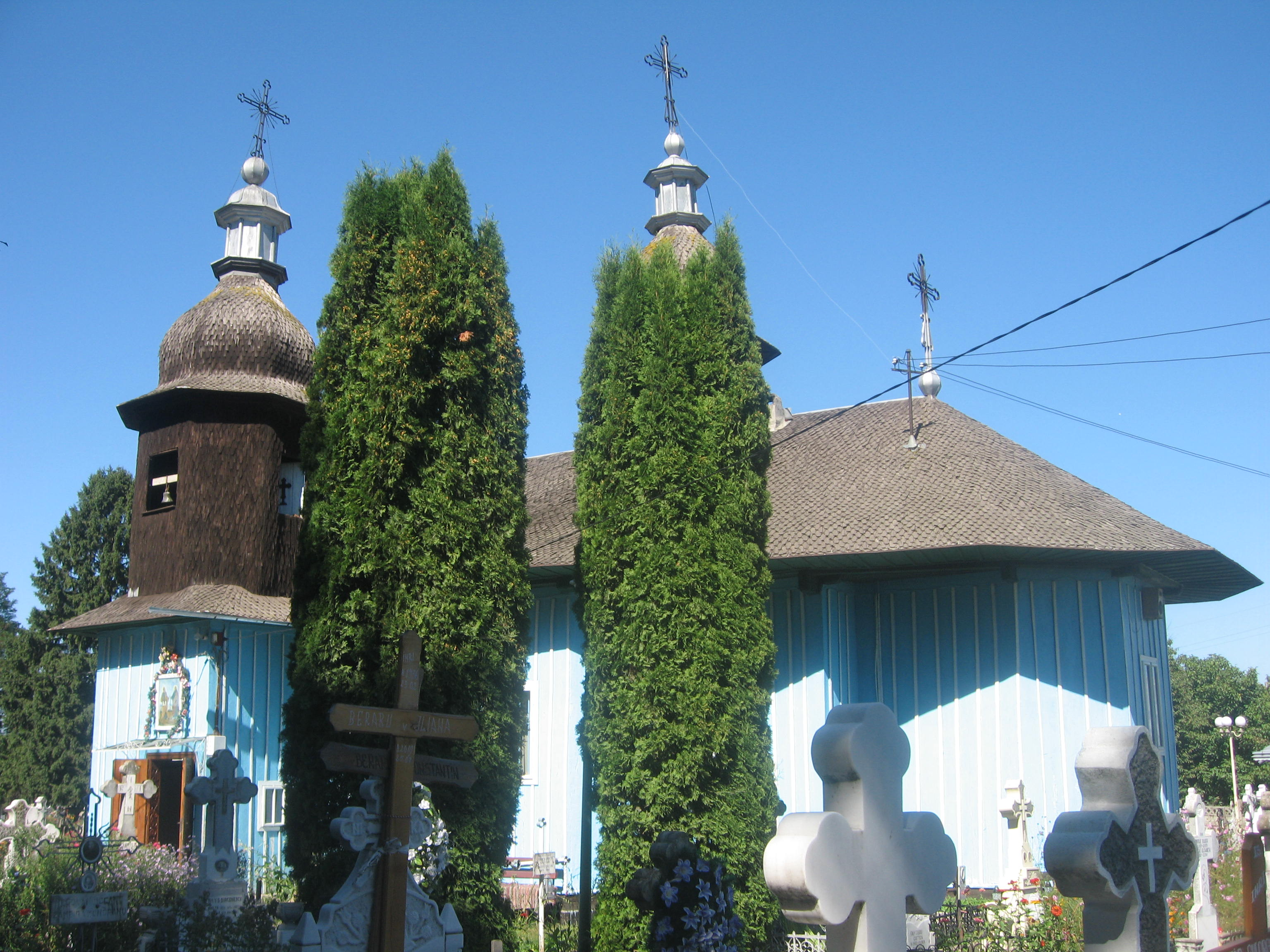
Biserica pe latura sudică
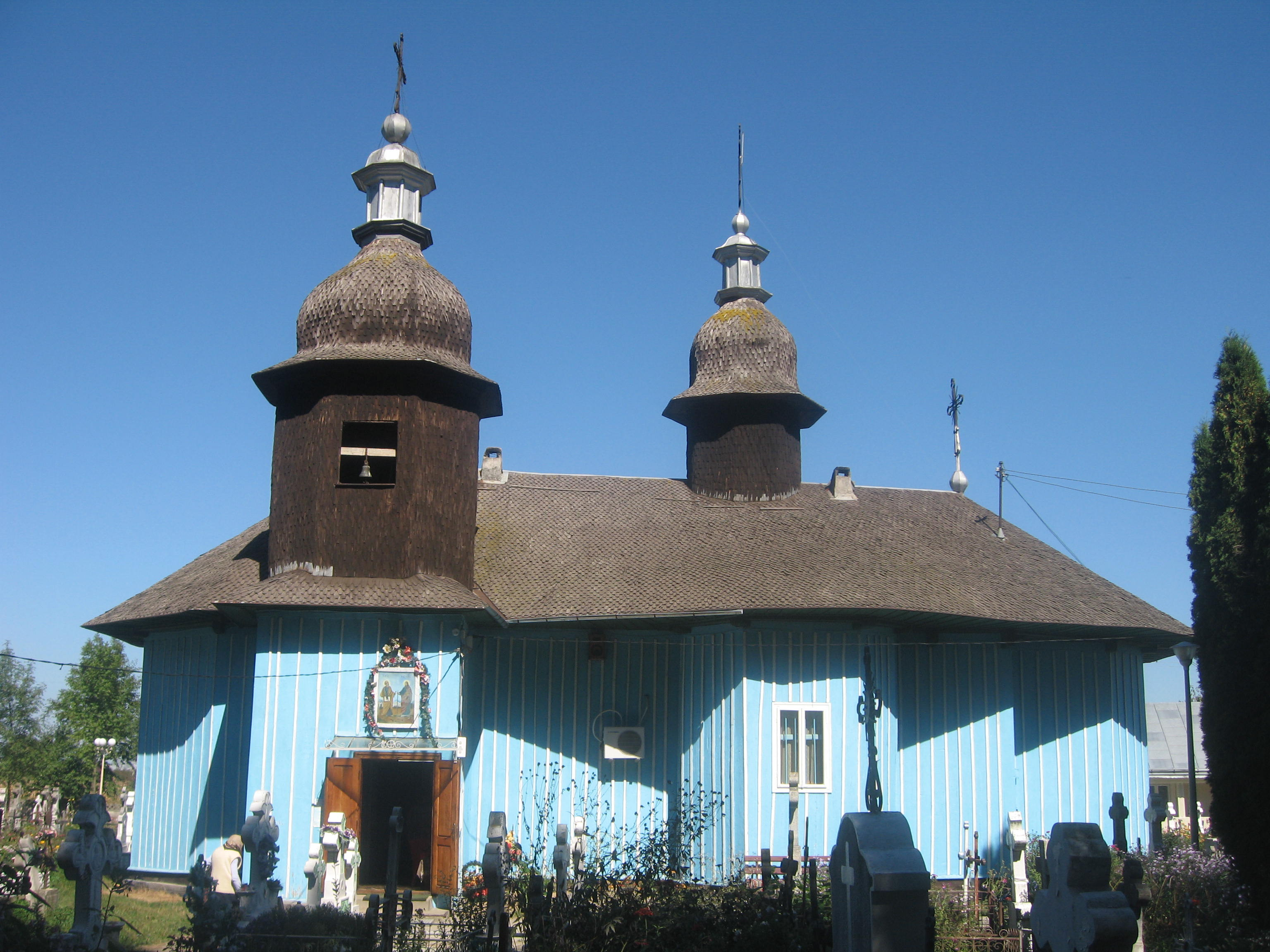
Biserica pe latura sudică
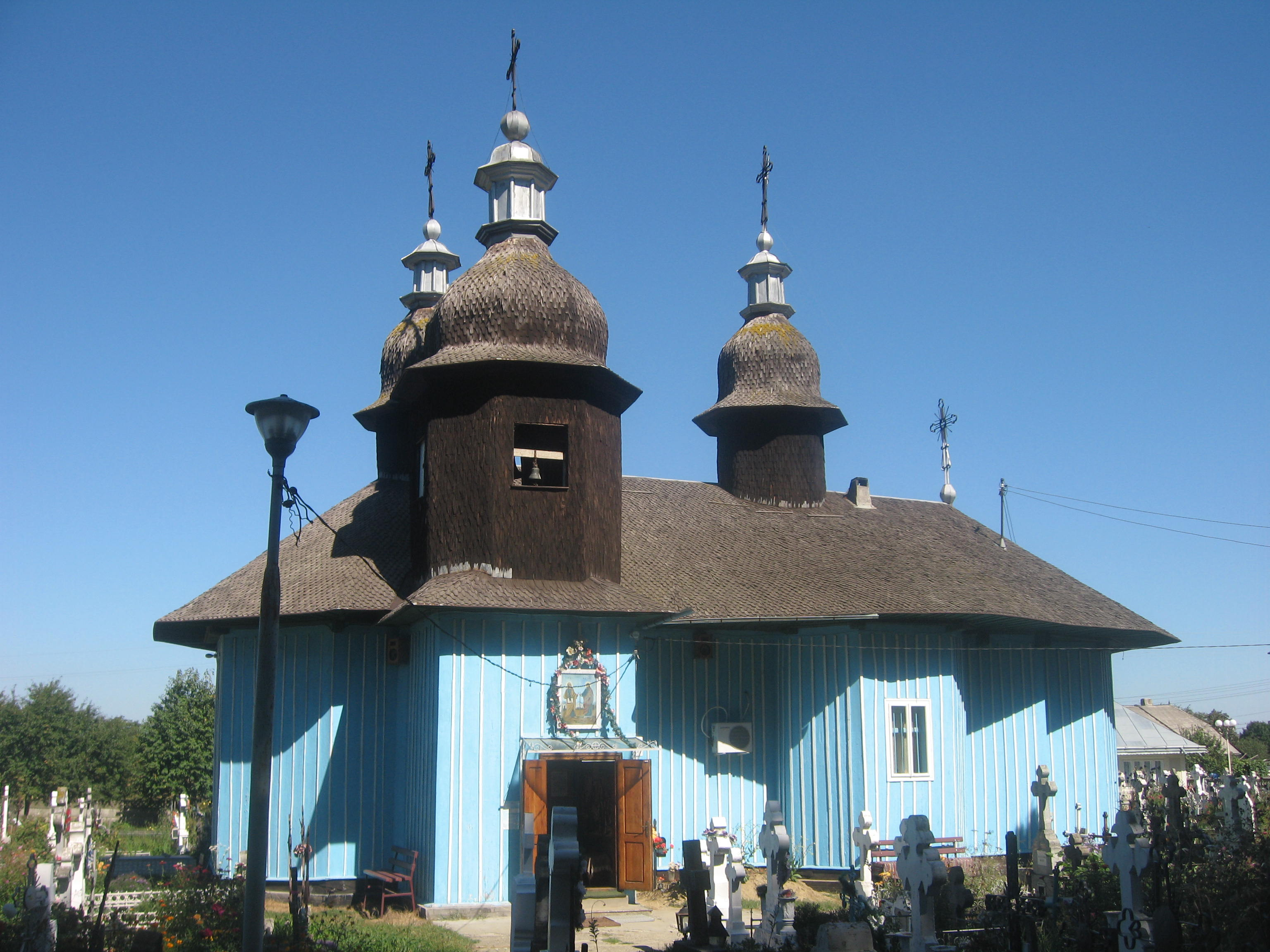
Biserica pe latura sudică
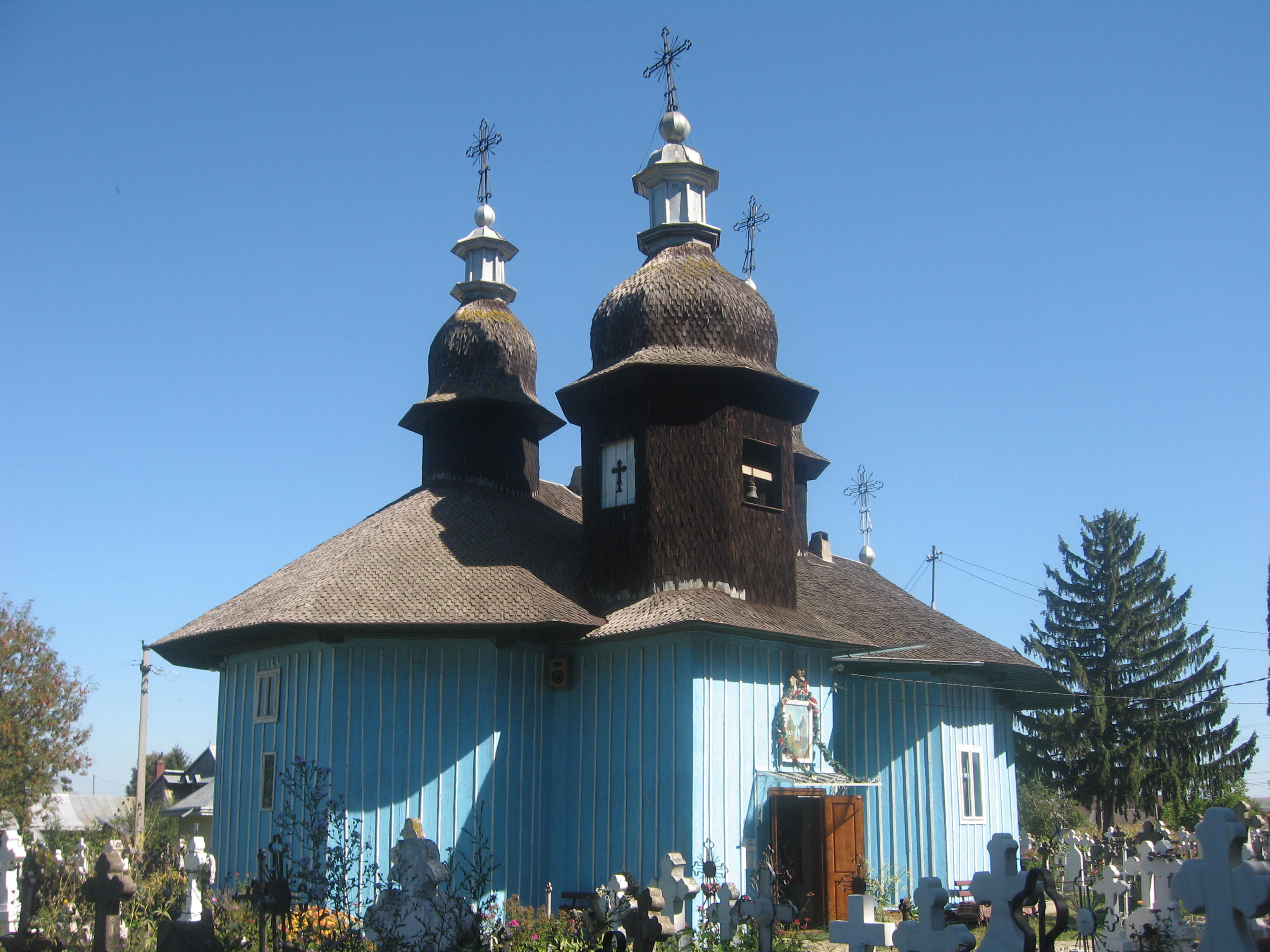
Biserica pe latura sud-vestică
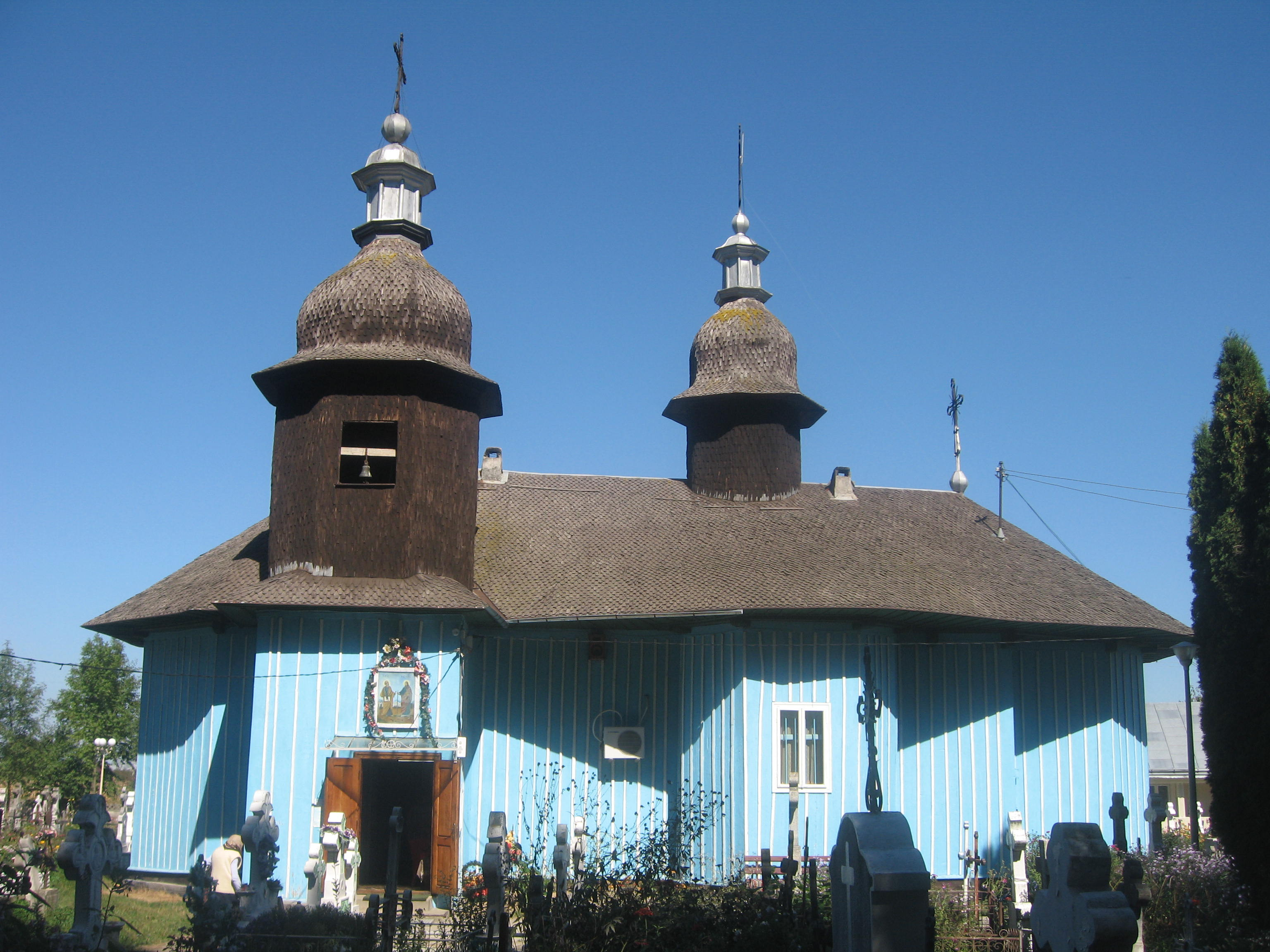
Biserica pe latura vestică
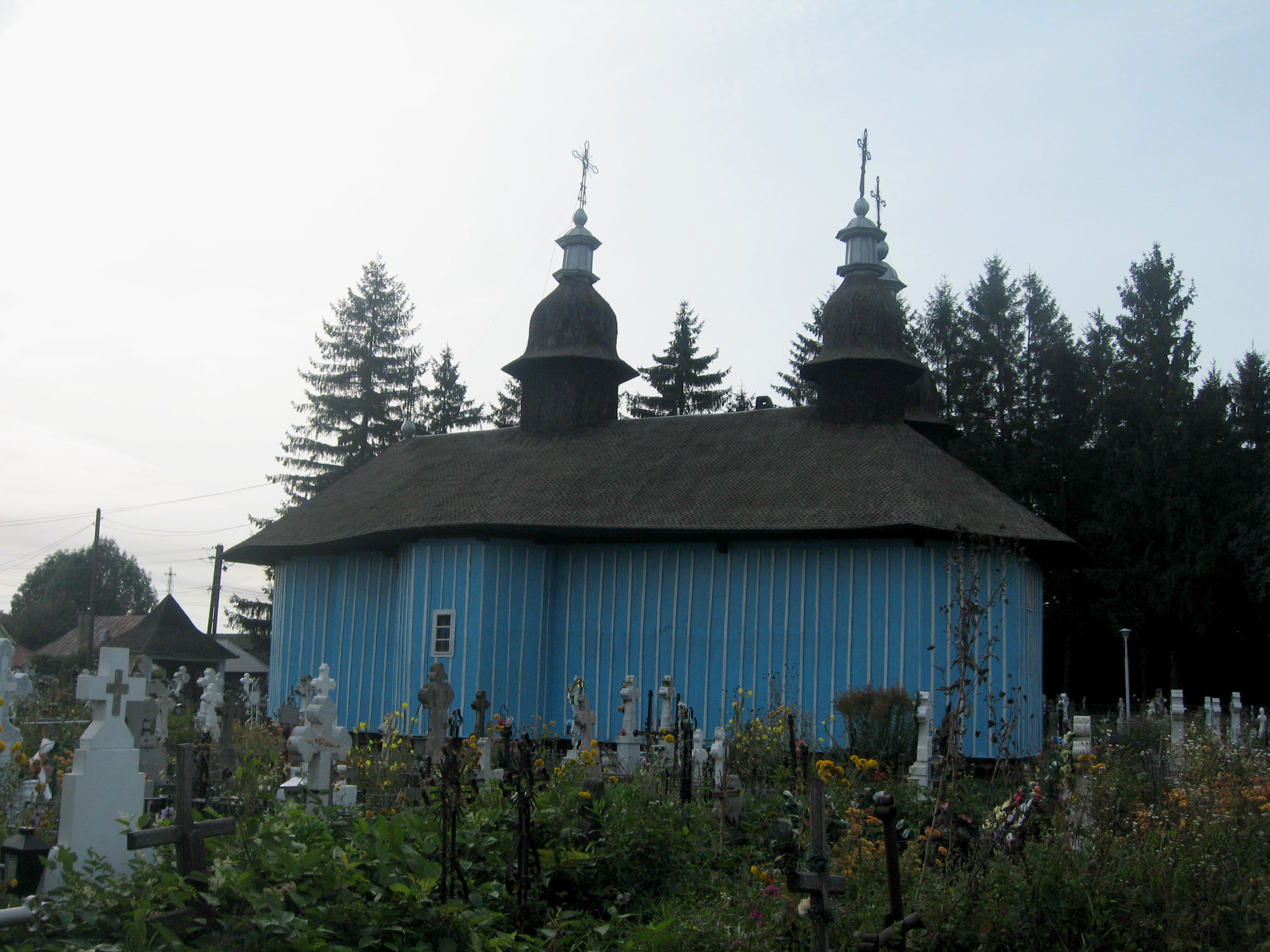
Biserica pe latura nordică
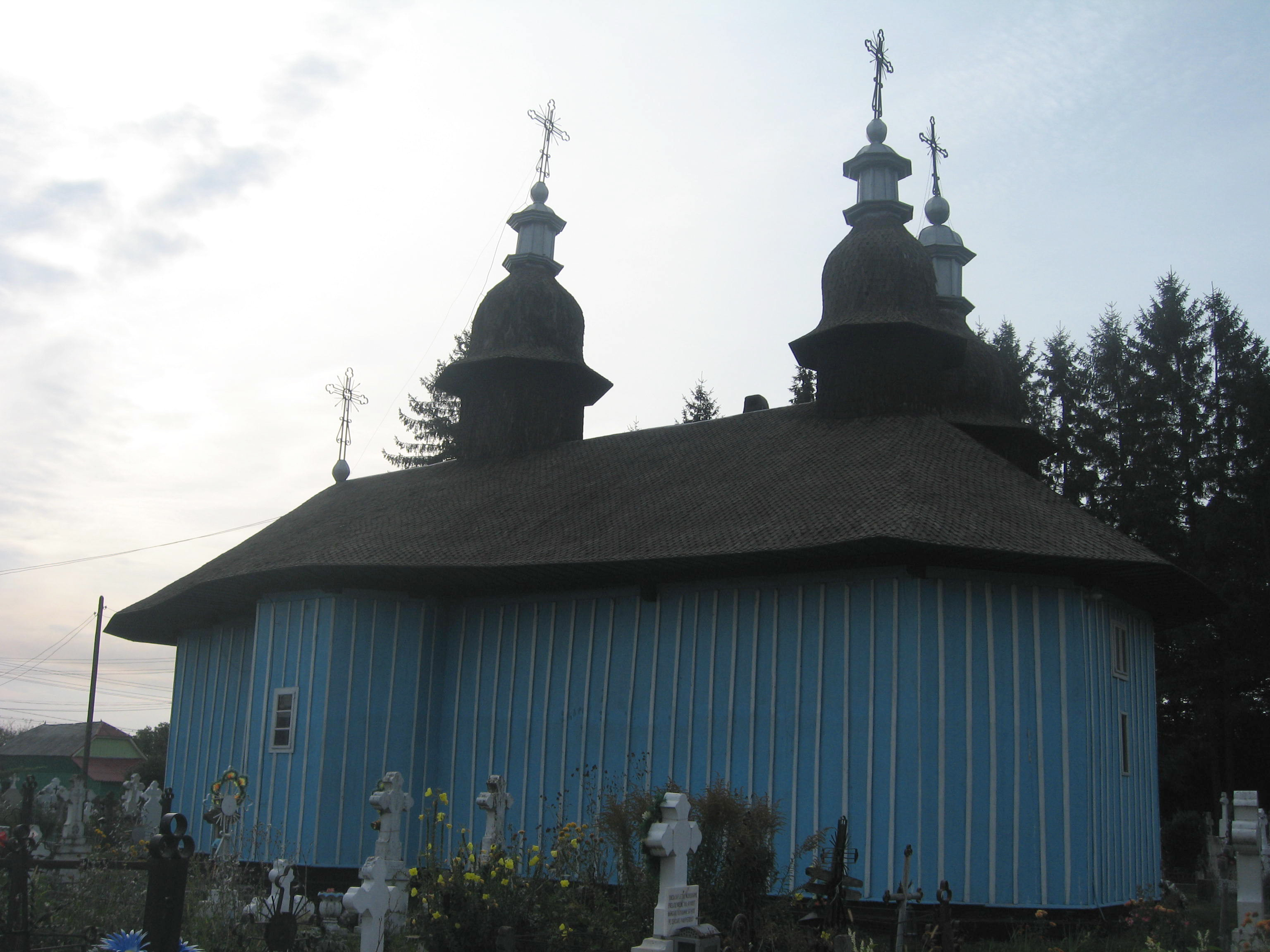
Biserica pe latura nord-vestică
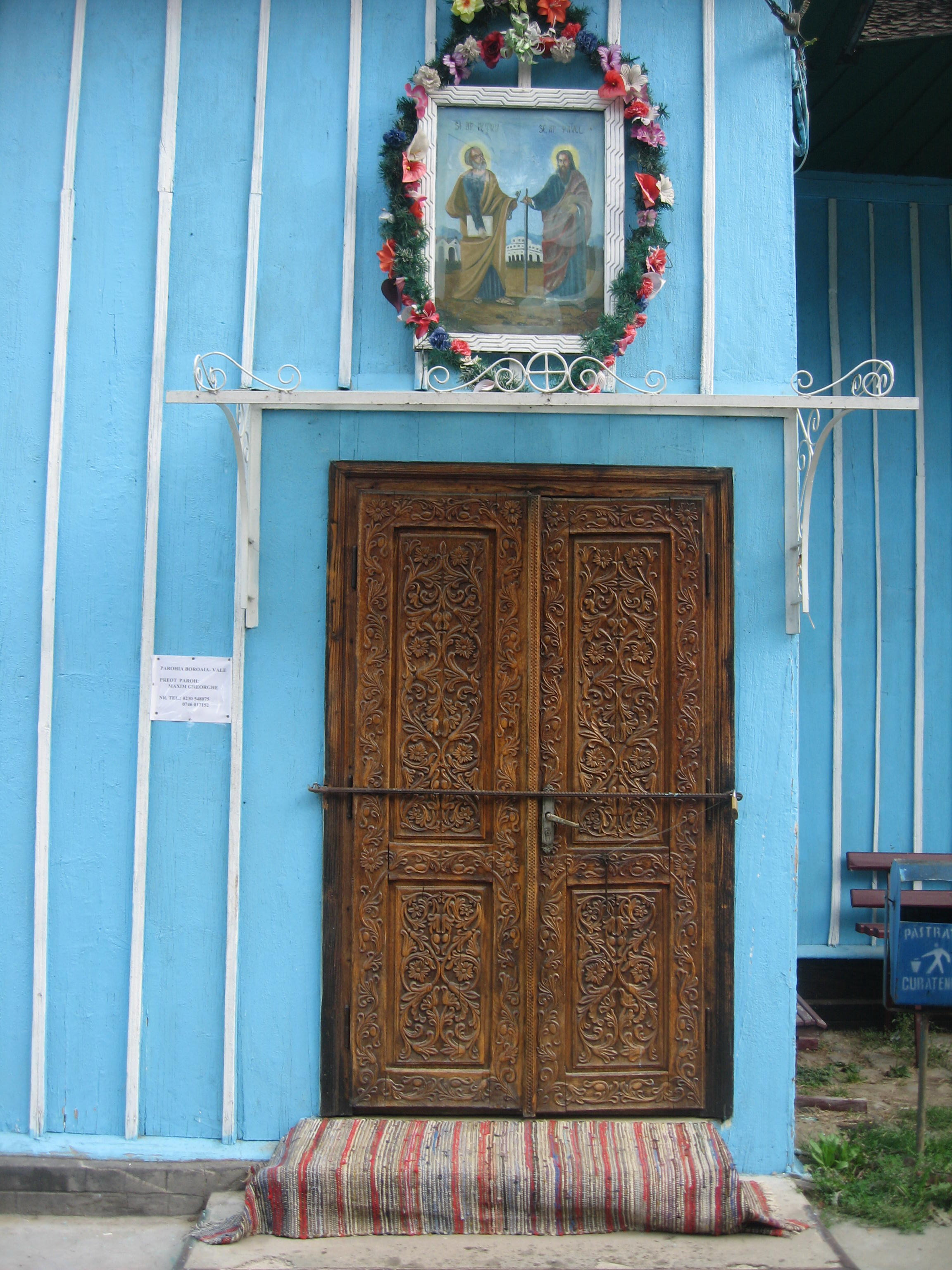
Ușa de intrare în biserică pe latura sudică
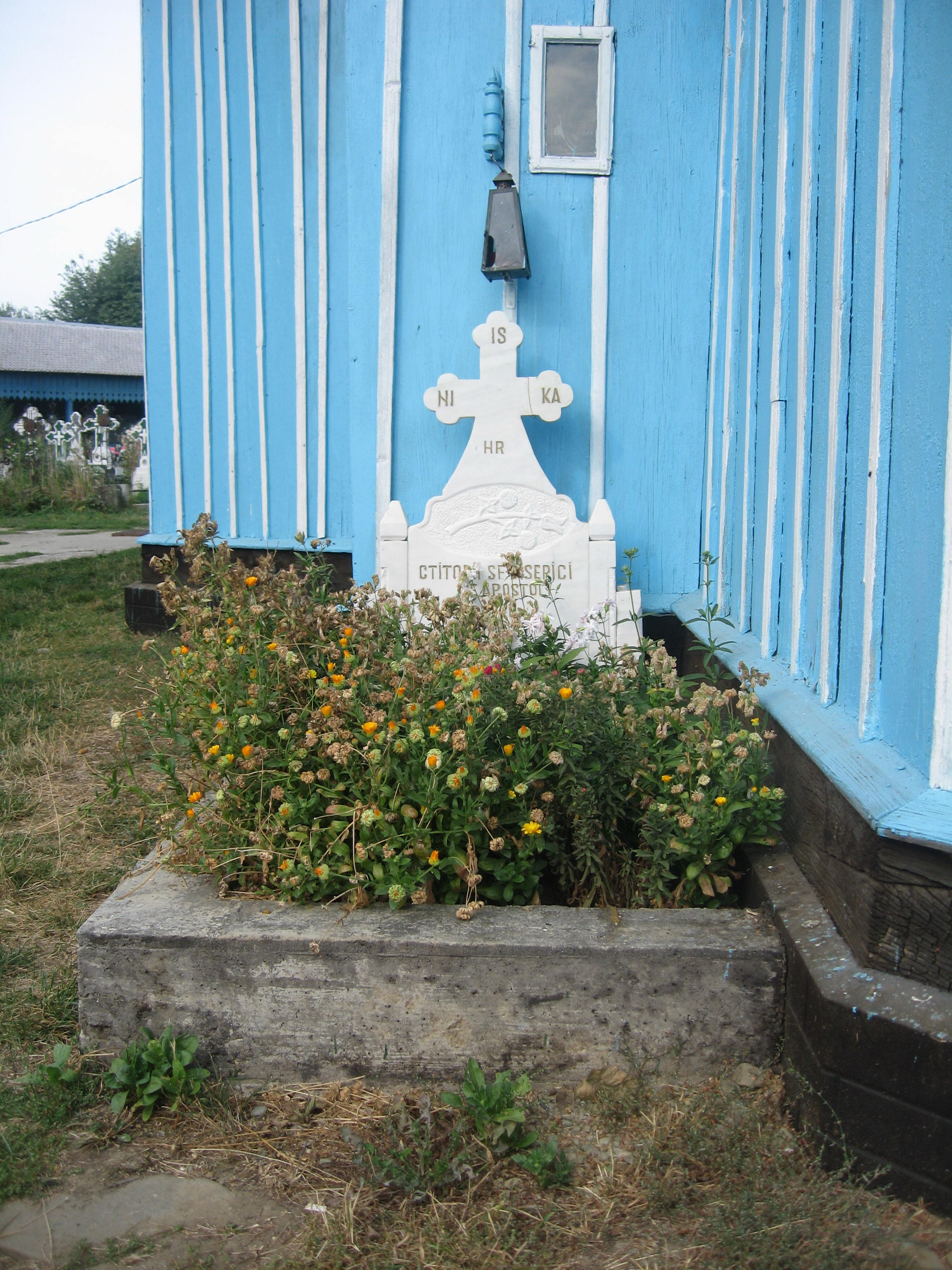
Mormântul preoților Ioan și Petru, ctitorii bisericii, aflat lângă absida altarului
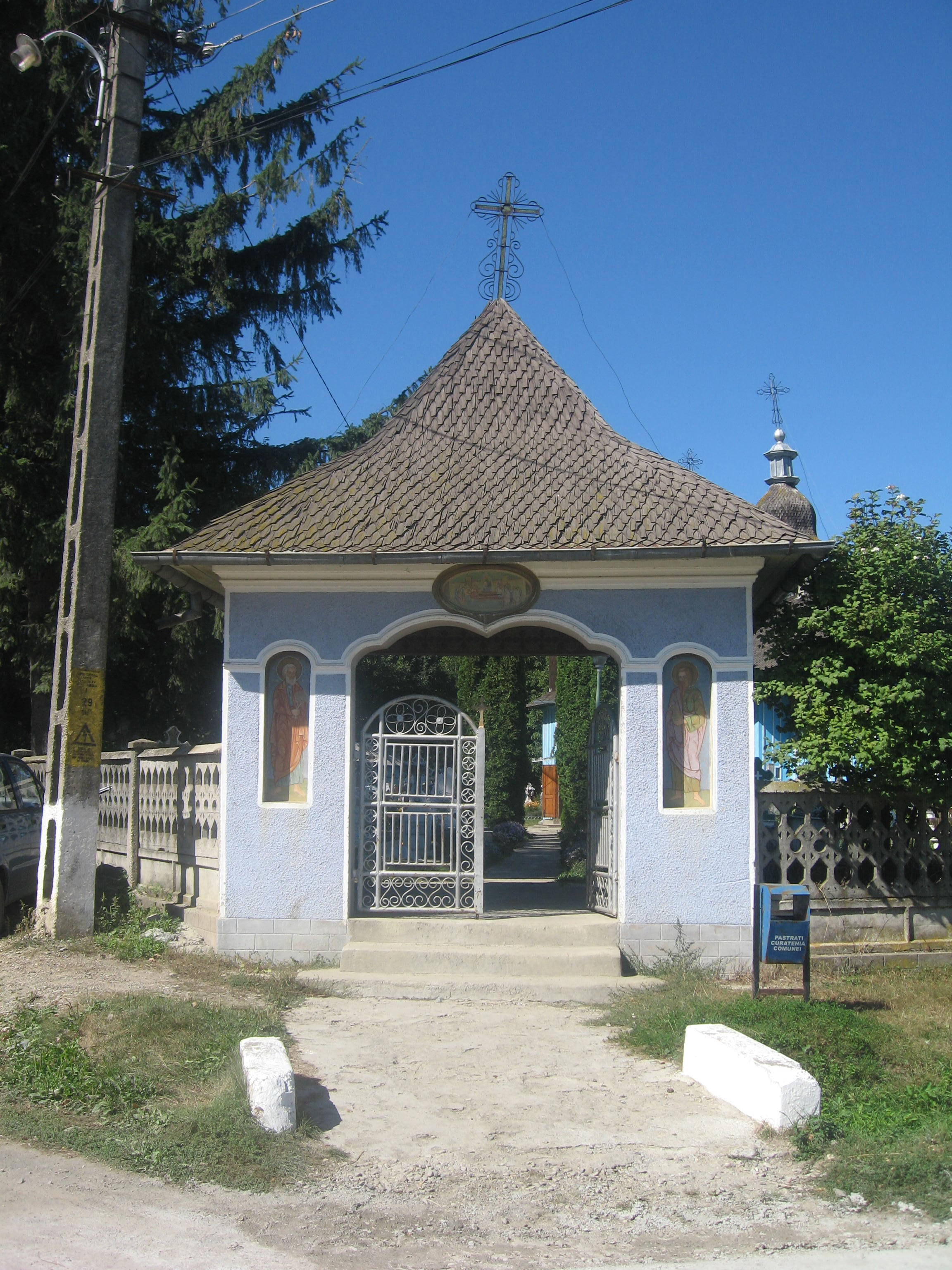
Poarta de intrare în cimitirul bisericii